# Angel Karalijĉev
Angel Iwanovov Karalijĉev, född 21 augusti 1902 i Strazjitsa, död 14 december 1972 i Sofia, var en bulgarisk författare.
Angel Karalijĉev gjorde en insats i nyare bulgarisk litteratur som skildrare av livet på landsbygden i Bulgarien. Hans särpräglade skrivsätt var påverkat av folkvisorna mestadels skrev han noveller.